# 波克羅夫卡 (蘇梅區)
50°48′10″N 35°22′42″E / 50.80278°N 35.37833°E
波克羅夫卡（烏克蘭語：Покровка）是位於烏克蘭東北部的村莊，由蘇梅州蘇梅區的克拉斯諾皮利亞市鎮負責管轄。該村處於瑟羅瓦特卡河畔，距離米哈伊利夫卡0.5公里，始建於1652年，海拔高度207米，2001年人口771。